# Jakov Iljič Frenkel
Jakov Iljič Frenkel (10. února 1894, Rostov na Donu – 23. ledna 1952, Leningrad) byl sovětský fyzik známý pro své práce v oblasti fyziky kondenzovaných látek.

## Život a kariéra
Narodil se v židovské rodině v Rostově na Donu 10. února 1894. Na Petrohradskou univerzity nastoupil v roce 1910. Během tří let dokázal vystudovat a na univerzitě zůstal, aby se připravil na profesuru. V roce 1912 dokončil svou první práci z fyziky týkající se magnetického pole Země a atmosférické elektřiny. Tato práce přitáhla pozornost Abram Ioffeho a později spolu tito dva fyzikové začali spolupracovat.
Od roku 1921 až do konce života pracoval Frenkel pracoval ve Fyzikálně-Technickém institutu. Od roku 1922 vydal Frenkel téměř každý rok jednu knihu. Byl autorem prvního teoretického kurzu v Sovětském svazu. Mnoho studentů, v Sovětském svazu i v zahraničí, se naučilo fyziku z těchto knih. Za své vědecké zásluhy byl zvolen členem korespondentem Akademie věd SSSR v roce 1929.
Roku 1920 se oženil se Sárou Isakovnou Gordinovou. Měli spolu dva syny, Sergeje a Viktora. Působil jako hostující profesor na University of Minnesota ve Spojených státech v krátkém období kolem roku 1930.
Při provádění výzkumu molekulární teorie kondenzovaného stavu zavedl pojem díry. Frenkelův defekt se stal pevně ustaveným v oblasti fyziky pevných látek a kapalin. V roce 1930 se začal zajímat i o plastické deformace. Jeho teorie, nyní známa jako Frenkelův–Kontorovův–Tomlinsonův model, je důležitá ve studiích dislokace.

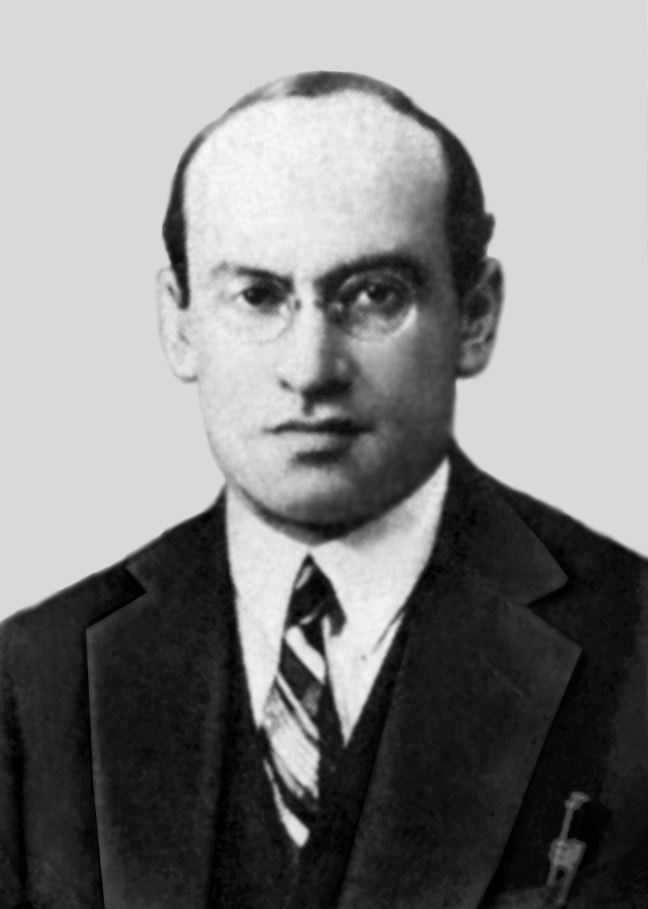
Jakov Frenkel

Výsledky jeho více než dvacetiletého studia teorie kapalného stavu byly zobecněny v klasické monografii „Kinetická teorie kapalin“. V letech 1930 až 1931 ukázal, že neutrální excitace krystalového světla je možná, s elektronem excitovaným ze základního stavu, čímž vytváří díru v krystalové mřížce, kterou můžeme definovat jako kvazičástici exciton. Tento princip může být uplatněn v teorii kovů, jaderné fyzice a polovodičích.
Přispěl k fyzice polovodičů a izolantů tím, že v roce 1938 navrhl teorii, která je běžně známa jako Pooleův–Frenkelův efekt. Jméno Poole odkazuje na Horace Hewitta Poolea (1886–1962) z Irska. Poole našel empirický vztah mezi vodivostí a elektrickým polem. Frenkel později vyvinul mikroskopický model, podobný Schottkyho jevu, který vysvětlil Pooleho výsledky přesněji.
Frenkel zemřel v Leningradu v roce 1952. Jeho syn, Viktor Frankel, napsal biografii svého otce, Jakov Iljič Frenkel: Jeho dílo, život a dopisy. Tato kniha, původně napsaná v ruštině, byla také přeložena a zveřejněna v angličtině.

## Anglické překlady knih Frenkela
- Wave Mechanics. Elementary Theory. Clarendon Press, Oxford. 1932.
- Wave Mechanics. Advanced General Theory. Clarendon Press, Oxford. 1934.
- Kinetic Theory of Liquids. Clarendon Press, Oxford. 1946.